# استان بولغان
استان بولغان (به زبان مغولی: Булган аймаг، [Bulgan ajmag]؛ ᠪᠤᠯᠠᠭᠠᠨ ᠠᠶᠢᠮᠠᠭ، [bulaɣan ayimaɣ]) یک استان در کشور مغولستان است.

## خصوصیات
استان بولغان ۴۸٬۷۳۳٫۰۰ کیلومترمربع مساحت و ۶۱٬۷۱۷ نفر جمعیت دارد.